# MG 08

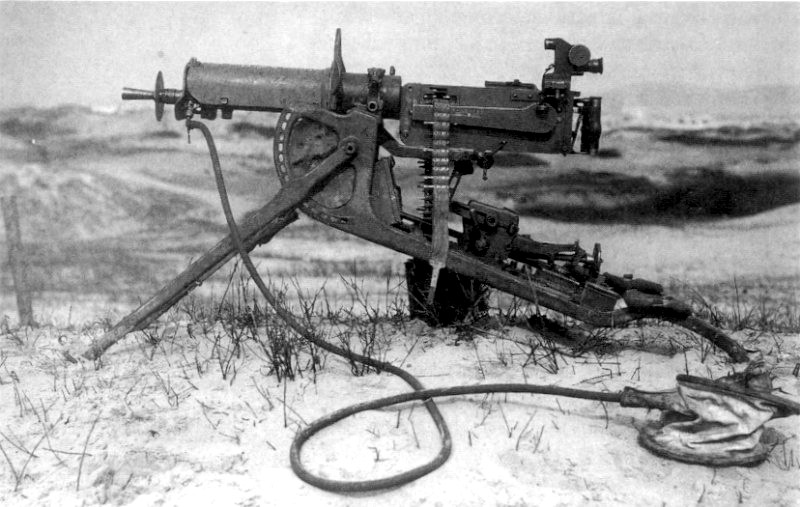
Súng máy hạng nặng MG 08

Maschinengewehr 08, hoặc MG 08, là súng máy tiêu chuẩn của quân đội Đức trong Thế chiến I và là một biến thể của súng Maxim (do Hiram. S Maxim thiết kế). Nó được sản xuất một số các biến thể trong chiến tranh. MG 08 phục vụ trong Thế chiến II là một khẩu súng máy yểm trợ trong cơ cấu các sư đoàn bộ binh Đức, tuy nhiên vào cuối chiến tranh nó đã gần như bị loại ra khỏi các đơn vị phòng thủ bằng Bunker và pháo đài.